# 1933年の日本公開映画
- 映画 > 映画の一覧 > 年度別日本公開映画 > 1933年の日本公開映画
- 映画 > 1933年の映画 > 1933年の日本公開映画

1933年の日本公開映画（1933ねんのにほんこうかいえいが）では、1933年（昭和8年）1月1日から同年12月31日までに日本で商業公開された映画の一覧を記載。作品名の右の丸括弧内は製作国を示す。
記載の凡例については年度別日本公開映画#凡例を参照

## 作品一覧

### 1月
- ウォール街の女将（アメリカ）
- 蜃気楼の女（アメリカ）
- 進め女性軍（アメリカ）
- 南海の劫火（アメリカ）
- 街の風景（アメリカ） - キネマ旬報ベストテン外国映画5位
- 5日
  - 極楽特急（アメリカ）[1] - キネマ旬報ベストテン外国映画9位

### 2月
- お化け大統領（アメリカ）
- 貝殻と僧侶（フランス）
- スザン・レノックス（アメリカ）
- 制服の処女（ドイツ） - キネマ旬報ベストテン外国映画1位
- 第一年（アメリカ）
- 突貫勘太（アメリカ）
- ひとで（フランス）
- マデロンの悲劇（アメリカ）
- 夜毎来る女（アメリカ）
- 2日
  - 伊豆の踊子（日本） - キネマ旬報ベストテン9位
- 9日
  - 東京の女（日本）

### 3月
- 裏町（アメリカ）
- お蝶夫人（アメリカ）
- お転婆キキ（アメリカ）
- 自由の魂（アメリカ）
- 人生謳歌（ドイツ）
- 暴君ネロ（アメリカ）

### 4月
- 暗黒街の顔役（アメリカ）
- お気に召す儘（アメリカ）
- 狂乱のアメリカ（アメリカ）
- 心の青空（アメリカ）
- 今宵ひととき（アメリカ）
- たそがれの女（アメリカ）
- 巴里祭（フランス） - キネマ旬報ベストテン外国映画2位
- 巴里-伯林（フランス/ドイツ）
- 夫婦戦線（アメリカ）
- 落下傘（アメリカ）
- 1日
  - 君と別れて（日本） - キネマ旬報ベストテン4位
- 27日
  - 非常線の女（日本）
  - 堀田隼人（日本） - キネマ旬報ベストテン9位

### 5月
- 暁の耕地（アメリカ）
- 競馬天国（アメリカ）
- 犯罪都市（アメリカ） - キネマ旬報ベストテン外国映画3位
- 宝石泥棒（アメリカ）
- ミス・ヨーロッパ（フランス）
- 令嬢殺人事件（アメリカ）
- 11日
  - 泣き濡れた春の女よ（日本）

### 6月
- O.F氏のトランク（ドイツ）
- 仮面の米国（アメリカ） - キネマ旬報ベストテン外国映画6位
- シナラ（アメリカ） - キネマ旬報ベストテン外国映画8位
- 永遠に微笑む（アメリカ）
- 春の驟雨（フランス）
- ミス・ダイナマイト（アメリカ）
- 四十二番街（アメリカ）
- 1日
  - 瀧の白糸（日本） - キネマ旬報ベストテン2位
- 8日
  - 夜ごとの夢（日本） - キネマ旬報ベストテン3位
- 15日
  - 盤嶽の一生（日本） - キネマ旬報ベストテン7位

### 7月
- 私重役様よ（アメリカ）
- 6日
  - 成吉思汗の仮面（アメリカ）[2]
- 13日
  - 戦場よさらば（アメリカ）[3] - キネマ旬報ベストテン外国映画6位
  - 二つ燈籠（日本）[4] - キネマ旬報ベストテン4位
  - ミイラ再生（アメリカ）[5]
- 20日
  - 魔の家（アメリカ）[6]

### 8月
- 蒼白い瞼（アメリカ）
- 仰言ひましたわネ（アメリカ）
- カンターの闘牛師（アメリカ）
- 銀嶺征服（ドイツ）
- 散り行く魂（アメリカ）
- 春なき二万年（アメリカ）
- ヘル・ビロウ（アメリカ）
- 暴風の処女（アメリカ）
- 3日
  - 猟奇島（アメリカ）[7]
- 10日
  - 音楽喜劇　ほろよひ人生（日本）
- 31日
  - 祇園祭（日本）

### 9月
- 雨（アメリカ）
- 嵐の国のテス（アメリカ）
- キング・コング（アメリカ）
- 恋の凱歌（アメリカ）
- 女囚の意気地（アメリカ）
- 肉の蝋人形（アメリカ）
- 7日
  - 出来ごころ（日本） - キネマ旬報ベストテン1位
- 14日
  - 新しき天　前篇（日本）
- 28日
  - 鼠小僧次郎吉 前篇 江戸の巻（日本） - キネマ旬報ベストテン8位
- 29日
  - 新しき天　後篇（日本）

### 10月
- あめりか祭（アメリカ）
- 今日限りの命（アメリカ）
- グランド・ホテル（アメリカ） - キネマ旬報ベストテン外国映画9位
- 紅塵（アメリカ）
- 殺人魔の魂（アメリカ）
- 無名戦士（フランス/ドイツ）
- モナ・リザの失踪（ドイツ）
- 夢みる唇（ドイツ） - キネマ旬報ベストテン外国映画9位
- リオの誘惑（アメリカ）
- 鷲と鷹（アメリカ）
- 笑ふ罪人（アメリカ）
- 12日
  - 鯉名の銀平（日本） - キネマ旬報ベストテン9位

### 11月
- 秋の女性（ドイツ）
- 仮面の男（アメリカ）
- クウレ・ワムペ（ドイツ）
- 恋の日曜日（ドイツ）
- 黒衣の処女（ドイツ）
- 人類の戦士（アメリカ）
- 霧笛の波止場（アメリカ）
- 1日
  - 鼠小僧次郎吉 中篇 道中の巻（日本）
- 15日
  - 丹下左膳　第一篇（日本） - キネマ旬報ベストテン6位
- 16日
  - 沈丁花（日本）

### 12月
- SOS氷山（ドイツ/アメリカ）
- 大帝国行進曲（アメリカ）
- キートンの麦酒狂（アメリカ）
- 紅唇罪あり（アメリカ）
- 近衛兵（アメリカ）
- 三角の月（アメリカ）
- 征空大艦隊（イタリア）
- 戦線の嵐（アメリカ）
- プラチナ・ブロンド（アメリカ）
- 14日
  - 鼠小僧次郎吉 後篇 再び江戸の巻（日本）
  - 秘密（アメリカ）
- 22日
  - ゴールド・ディガース（アメリカ）